# معربات فارسية
التعريب كلمة تعددت دلالاتها، واختلفت تحديداتها على ممر العصور، باختلاف الزمان، والمكان، والإنسان. فمدلولها عند اللغويين القدامى يختلف عن مدلولها عند المحدثين، وهو عند المشارقة غيره عند المغاربة، وقد اختلف قبلهم في تعريفها اللغويون الأولون فيما بينهم كما يتضح من هذا البحث.

## التعريب عند القدامى
عند الجوهري العلامة اللغوي: «التعريب هو أن تتكلم العرب بالكلمة الأعجمية على نهجها وأسلوبها».
أما عند سيبويه النحوي المشهور: «التعريب هو أن تتكلم العرب بالكلمة الأعجمية مطلقا، فهم تارة يلحقونها بأبنية كلامهم، وطورا لا يلحقونها بها».
إن المتتبع للغات الإنسانية يجد مسألة التأثر والتأثير فيما بينها واضحة للعيان، وليست العربية بدعا بين اللغات الإنسانية، فهي كغيرها يجري عليها قانون التبادل اللغويين إذ دخلت إليها جملة من الألفاظ والمفردات من اللغات المجاورة، والأعشى الكبير خير مثال على صحة ما نذهب إليه، إذ ظهرت في أشعاره ألوان من الثقافات الأخرى بينة لكل قارئ لديوانه وعرب عبر التاريخ كثير من الكلمات المأخوذة عن مختلف اللغات.
هذا وإن بعض العلماء قد صنف كتبأ خاصة، تضم بين ثناياها الكلمات الأعجمية التي وردت في القرآن الكريم، واللغة العربية، ومن أولئك: السيوطي في كتابه (المتوكلي) والجواليقي في كتابه (المعرب من الكلام الأعجمي).
ولأمر ما كان اللغويون العرب -حين يصنفون في المعرب والدخيل- يثبتون الأصل الفارسي لكثير من تلك الألفاظ المعربة، وكأنهم يودون الاستدلال على التأثر والتأثير بين العربية والفارسية، مع الإثارة إلى العمق الحضاري بينهما، فينما يقولن: هذا لفظ أعجمي، فإنهم يقصدون في الأغلب أنه لفظ فارسي. وإذا ما تفحصنا الألفاظ الفارسية التي دخلت العربية بإمعان وتأن، فإننا نكتشف أن استعارتها كانت لضرورات ملحة، وقد ادعى مثل هذا الدخيل إلى نشوء ظواهر لغوية في العربية كالترادف، والمشترك اللفظي، وأمثالهما من مظاهر الاتساع اللغوي.
والبحث الذي بين يدينا يأتي ليؤكد على أصالة العربية وعظمتها وليكشف على الصلاة المتينة والتمازج القوي بين العربية والفارسية والذي بدأ بعد أن بلغت العربية مرحلة النضج وهو عبارة عن معجم ثنائي اللغة (عربي-فارسي) ضم إلى جانب الدراسة المختصرة التي جاءت في المقدمة على ذكر للكلمات الفارسية المذكورة في المعاجم العربية حيث تم ذكر الكلمة والمعجم نص عليها والشرح الذي أورده المعجم لهذه الكلمة والمقابل لها باللغة العربية.

## التعريب من الفارسية
| إنّ الفارسية إذا عُرِّبت تكون أصلح وأوفق، أما العربية إذا فُرِّستْ فسدت، ألا ترى أنه يقال: {يَدُ اللَّهِ فَوْقَ أَيْدِيهِمْ} ولا يقال: دست خداي زير. |
| —جمال الدين المحبوبي |

هناک عشرات من الکلمات العربیة معربة من اللغة لغة فارسية ک: خندق- برقع (پردع) - خنجر من خونگر- سكين (چکین) سرداب- جناه-(گناه) کنز (گنج)-جلاب (گل+آب)-.
الآجر، معرب بالكاف عن الفارسية، وفيه لغات آجر بالتشديد والتخفيف، وآجور، قال سيبويه في الكتاب «ألقوه بعاقول»، وله زنات أخرى.

## معربات من الفارسية
- برقع= پرده.
- خندق من کندک  نسخة محفوظة 11 مارس 2016 على موقع واي باك مشين.
- اسطرلاب= ستاریاب (مورد اختلاف)
- خنجر (خنگر)خونگر. (المعربات عن الفارسية للأستاذ محمد بن تاویت)
- الأسوار، معرب سوار،
- الأسرب، معرب سرب،
- الاشوب -
- الأصبهبذ، معرب سپهبذ،
- الانجر، معرب لنگر -
- البابونج، معرب بأبونه (بابونگ)،
- البادزهر، پادزهر
- الباذق، معرب باده،
- البارة، معرب پاره.
- البارجاه، معرب بارگاه،
- البارباء، معرب بوربا،
- الباز، بمعنى الصقر، معرب باز عقاب.
- الباشق، معرب باشه، عقاب.-
- باطیه = بادیه (کاسه)
- البالاني، معرب پالاني،
- البخت، شانس
- البد، بمعنى الصنم، معرب بت.
- البردج، معرب برده،
- البرق، معرب بره، وهو الحمل.[4]
- البستان، معرب بوستان،
- البطن معرب بت، وهو معروف، سواء فيه عند العرب صغار الإوز وكباره، كما قال ابن جني.
- بغداد، معرب باغ + داد، أو بغ + دان،
- البلور، معرب بلور بضمتين وتخفيف.
- البنفسج، معرب بنفشة، مالك بن الريب التميمي: عجبت لعطار أتانا يسـومنا
- البيدق، معرب پياده، الفرزدق: منعتك ميراث الملوك وتاجهم وأنت لدرعي بيذق في البيـاذق.
- البيمرستان، مركب من بيمار، مريض، وأصل اشتقاقه بي، بدون + مار، عقل.- #التبان، معرب تنبان، وهو السروال القصير.
- التجاورة والتاجر، معرب تاجور أو تاج بر، قال عدي بن زيد: بعـد بنـي تبـع تجـاورةقد اطمأنت بهـا مرازبهـا
- التاختج والتخت، معرب تخت وتخته، وهو في الأصل اللوح ثم صار يستعمل للعرش والسرير.
- أستاذ عربی شده از استاد
- التخريص وهو بنيقة الثوب أو الدرع، معرب تبريز، كما في القاموس ويقال بالدال، قال الشاعر: قوافـي أمثالا يوسعـن جلـدهكما زدت في عرض القميص #الرخارصا
- التباشير، معرب تباشير، أي مثل اللبن، والمراد بها بياض الصبح، كما في العربية تباشير الصبح.
- التخم، واحد تخوم الأرض بمعنى حدودها، قال قيس بن صرمة بن أبي أنس الأنصاري:.[1]يا بني التخوم لا تظلمـوهاإن ظلم التخوم ذو عقـال
- التدرج، وهو الدارج، معرب تدور.
- الترهات، فوجدك راه، بمعنى طريق صغيرة والمراد بها الاباقيل.
- التنور، معرب نوور، وبين هذا في معجم «اختري كبير» التركي، بان عين الكلمة، وهي الواو في الفارسية أبدلت تاء وتقدمت فاءها، عند تعريبها، (فهي عفور في الوزن).
- الثوث، معرب تود، وهو الفرصاد.
- التوتياء، حجر يكتحل به، معرب توتيا.
- التير، معرب، تير /ستون.
- جادة الطريق: معرب جاده، وهي العظيمة المفتوحة من الطرق.
- الجاموس، معرب گاوميش، (گاو: بقرة، وميش: نعجة).
- الجام، معرب جام.
- جناح= گناه
- الجربان، معرب گريبان، وهو جيب الدرع، قال جرير: إذا قيل هذا البين راجعت عبرةلها بجربـان البنيقـة واكف
- الجرذق، معرب گرده، نان تافتون
- الجرم، معرب گرم.
- الجل، معرب گل، وجلاب معرب گلاب (برای مثال از عائشة نقل است «كان إذا اغتسل من الجنابة دعا بشيء كالجلاب».).[1]
- جزاف = گزاف
- برنامج= برنامه
- ساذج= ساده
- طازج = تازه
- عسكر = لشكر

## الأسماء
الثعالبي یحددها کتالی:
- الكوز
- - الإبريق
- - الطست (تشت)
- - الخوان
- - الطبق -
- القصعة
- - السكرجة
- -السمور والسنجاب
- - الخز -
- الديباج
- - السندس
- - الياقوت
- - الفيروز
- -البلور
- -السميذ
- - الكعك (گعک- کیک)
- الجلاب (گلاب)
- -السكنجبين
- -الفالوذج
- - الفلفل والقرفة
- - الزنجبيل
- - النرجس
- -البنفسنج
- - النسرين
- - السوسن
- الياسمين
- الجلنار (گل نار)
- - المسك
- -الكافور
- -العنبر
- - الصندل
- - القرنفل
- - البستان
- -ابريسم،
- - سكباج
- دوغباج
- الجرذباج الخ.

## فی اشعار قبل الإسلام
- انجمن،
- ارغوان،
- بربط،
- بنفشه،
- بادیه،
- گلاب،
- گلستان،
- دیبا،
- دهقان،
- یاسمن،
- یاقوت،
- زیر،
- زبرجد،
- مرو،
- آس،
- مرزنگوش،
- مهره،
- مشته،
- نرگس،
- سوسن،
- سمسار،
- سیه‌سنبل،
- تاج،
- تنبور،
- خبری،
- خسروانی،
- چنگ،(صنک)
- شاهنشاه وغیرهم.

## أصل الكلمات
كل لغة أثرت وتأثرت باللغات الأخرى، لكن هناك رأي يقول إعارة الكلمات واستعارتها بين اللغات لم تمر بمرحلة واحدة، بل قد يعاد تصديرها مرة أخرى إلى اللغة الأصلية بعد قرون من تحويرها. ومثال على ذلك كلمة مستخي الذي يعود أصله إلى الكلمة العربية المضغة.
كما إن بعض الكلمات أثبت بعض الباحثين بإنها كلمات عربية الأصل أو تنتمي إلى لغات مختلفة، مثل:
- التنور: كلمة من الحضارة الأكدية والبعض يرجعها إلى السومرية.
- كعك: أصلها كعاتو من اللغة الأكدية.
- الجادة: كلمة عربية تعني معظم الطريق؛ والجمع جواد.
- تاج: معروف، والجمع أتواج وتيجان، والفعل التتويج، ولم يذكر في لسان العرب بإنها معربة.
- الكوز: كلمة عربية وهو الكوب بعروة.
- تاريخ: كلمة عربية بمعنى الإعلام بالوقت.
- سندس: قيل بإنه معرباً عن الرومية وأصله الأصيل هندي
- كافور: ذهب جرجي زيدان إلى أن أصل كافور هندي ويقول محمد التونجي أن كافور لفظ من الألفاظ التي استعارتها الفارسية من الهندية.
- استبرق: يرى ابن دريدأصل استبرق سرياني من استروه، وابن قتيبة عده رومي الأصل.
- أما أسماء الأعلام فهي تنقل من لغة إلى أخرى دون تغيير.
- يوجد كثير من الكلمات مختلف في أصلها.
- هناك رأي يقول بإن اللغة العربية هي اللغة الأم ومنها تفرعت باقي اللغات.

## 
«نموذج» نمونة فارسي/ كوردي، سرير وتخت ورواق والسرداب والقابوس ومن الكلمات الفارسية الكوردية التي جاءت في القرآن حسب رأي أهل اللغة الذين عدوا مائة كلمة، مثال كلمة، سراج أصلها چراغ واسم غلمان أصله گلمان وكلمة جناح أصلها گناه وكنز أصله گنج الجزية أصلها گزيت جلنار (گلنار) و (إندازه) إلى (مهندس) وچغندر إلى شوندر وپگاه إلى صباح وچلیب إلى صليب وچین إلى صين وكورش إلى قورش وخسرو إلى كسرى وكاسبين إلى قزوين وبرنامه إلى برنامج وساده إلى ساذج وپسته إلى فستق ومهرگان إلى مهرجان وأرغوان إلى أرجوان وأسب سوار، إلى أسوار وباژ إلى باج وبردن نامه إلى بريد وگنجينة إلى خزينة وگوهر إلى جوهر ونفت إلى نفط وتبر إلى طبر وبرج إلى تبرج وگلاب إلى جلاب وگچ إلى جص ودستور بقي كما هو دستور والخانة إلى حانه وخانگاه إلى خانقاه أو خانكه وميان إلى ميدان وخونگر إلى خنجر وپیام إلى بيان وششرنگ إلى شطرنج وپولاد إلى فولاذ الخ.
- جفری آرتور27 کلمه فی القرآن:

سجیل: معرب سنگ وگل، اباریق: جمع ابریق، معرب آبریز، تنور، مرجان، مسک: معرب مشک، کورت: کور شدن، تاریک شدن - تقالید:، قلاده، جمع تقلید، بیع: خرید وفروش، بیعانه (بیانه) قسمتی از پیش پرداخت.جهنم - دینار پول مروج ایرانی قدیم (یک صدم ریال) زنجبیل: معرب زنجفیل، - سرادق: سراپرده، - سقر: جهنم، دوزخ - سجین: نام جایی در دوزخ، زندانی - سلسبیل: سلیس، نرم، روان، گوارا، می‌خوشگوار، نام چشمه‌ای در بهشت- ورده: پرگه، گل سرخ - سندس: دیبای زربفت لطیف وگران بها- قرطاس: کرباس - کاغذ، جمع آن قراطیس - اقفال: جمع قفل –کافور –یاقوت - گوهر== جوهر- مهرجان =مهرگان - برقه == پرده.
عبيد اسبذ والقرض يجزي من القرض الأسبانخ، معرب اسفانخ، وهو بقل يشبه السلق، يسلق ورقه ويوكل.
الاسبيداج أو اسفيداج، وهو الرصاص الأبيض، معرب سفيدانك، وهذا في أصله مركب من سفيد الفارسية، وآنك العبرانية.
الأستاذ، معرب أستاذ، وهو في أصله الماهر في أي شيء، ففي كتاب حبب السير، المؤلف بالفارسية في القرن السابع، يذكر ماهرا في الرمي بالمنجنيق، بالوصف (استاد) استأدن ـ است، بمعنى الوقوف والقيام على الشيء
الاستار، بمعنى الأربعة، معرب جهار، قال جرير:.
الإستبرق، معرب استبره، وهو الديباج الغليظ، ويقال أن أصله استفوه، والواقع أن الحروف الثلاثة حلت محل 7 في الأصل.
الاسطوانة، معرب استون، بمعنى الدعامة والقوائم.
الاسكرجة، بمعنى مقرب الخيل، معرب سكره، ويقال سكرجق وهو إناء صغير يوكل فيه، ويوضع فيه الكوامخ ونحوها من المخللات، وقال أنس (ض) «ما أكل نبي الله صلى الله عليه وسلم على خوان ولا في سكرجة ولا خبر له مرفق».
الأسوار، معرب سوار، وهو الفارس في الأصل، واستعمل للرامي، جمع على أساور وأساورة، قال الشاعر: 

 
وقال الآخر: 
الأسرب، معرب سرب، وهو الرصاص والآنك، كما في القاموس المحيط.
الأشنان، وهو الحرض تغسل به الأيدي بعد الأكل كغاسول من النبات.
الاشوب (تودع هنا الكلمة السابقة)
الأصبهبذ، معرب اسبهبذ، بمعنى قائد العسكر، ويقال له الصبهيذ، قال الجواليقي: وهو في الديلم كالأمير في العرب، قال جرير: 
الإفريز، معرب افرازز من أفروختن أفراز، بمعنى الارتفاع في أصله.
الألوة، وهو العود، معرب لوه
الانجر، وهو مرساة السفينة، معرب لنگر بالكاف الفارسية
الايارج، معرب أياره، وهو معجون مسهل يعرف بالدواء الإلهي، كما في القاموس.
الاندراورد، سراويل مشمراتبان كما في القاموس، قالت أم الدرداء: زارنا سلمان من المدائن إلى الشام ماشيا وعليه كساء واندراورد (معرب اندرور، أي داخلي).
الاهليلج، وهو ثمر معروف، كما يقول صاحب القاموس، معرب أهليله.
الإيوان، بمعنى مشارف الدار، وهو إيوان الفارسي بمعنى القصر، ويبدو أن أصله اللغوي كان جمع أيو بمعنى الغرفة فهو الغرف (القصور)
البابونج، معرب بأبونه، وهي النورة المعروفة بصفرتها المكللة بالبياض.
الباج، معرب با، قالوا إن من تكلم به عثمان بن عفان، ومعنى الباج النوع، وباها أي ألوان الأطعمة.
البادزهر، مركبا من باد، ضد، وزهر، سم وهو اسم لحجر الدجالين.
الباذق، معرب باده، وهو نوع من الأشربة والخمور.
البارة، بمعنى القصعة، معرب باره، بالباء الفارسية.
البارجاه، وهو موضع الاذن عن السلطان، وقد تكلم به الحجاج، فقال لجد الأصمعي علي بن أصمع: قد سميتك سعيدا ووليتك البارجاه، أي جعلتك بواب السلطان، وهو معرب بارگاه، بالكاف الفارسية بمعنى قصر الملك.
البارباء، وهي الحصير المنسوج، معرب بوربا، وهي البارية والبورية والباري والبوري، قال الحجاج: كالخص إذ جلله الباري.
الباز، بمعنى الصقر، معرب باز.
الباشق، معرب باشه، وهو طائر أصغر من العقاب.
الباطية، وهو إناء واسع الأعلى ضيق الأسفل، وهو الناجود، كما في الصحاح، قال: قربواعد أوباطية فبذا أدركت حاجتيه.
البالة، وهي الجراب، معرب باله، قال أبو ذؤيب: 
البالغاء، بمعنى الأكارع، معرب بايهه، بالباء الفارسية.
البالاني، معرب بالاني، بالباء الفارسية، وهو الحمارة كما في القاموس.
البخت، فارسية بمعنى الحظ والجمل كذلك، حينما تضم، كما في القاموس، معرب بخت.
البد، بمعنى الصنم، معرب بت.
البد، بمعنى الصنم، معرب بت.
البذرقة، بمعنى الخفارة (في الطريق المخوف) معرب بداره.
البسذج، وهو ولد الضأن، معرب بجه بالجيم الفارسية، قال الراجز: 
البربط، وهي آلة طرب تشبه صدر البط، والكلمة مؤلفة من برن صدر، وبط.
البرسام، وهو علة الصدر، وهو فارسي، مؤلف من بر، صدر، وسام، علة، كما هي في سرسام.
البردج، معرب برده، وهو السبي، قال العجاج: كما رأيت في الملأ البردجا.
البرق، معرب بره، وهو الحمل.
البرند، وهو جوهر السيف وماؤه، معرب برندة، من بريدن ـ بر، في أصله من فقه اللغة.
البرنامج، مركب من بر + نامه.
البريد، معرب بريد ه د م، وهو في اصله مستعمل للبغلة المنقطعة للرباط، ثم الرسول ثم المسافة المعروفة الخ.
البزماورد، ويدعى الزماورد، وهو طعام من البيض واللحم، أو الرقاق الملفوف باللحم، أو ما يدعى بلقمة القاضي، مأخوذ بزم + آورد.
البستان، معرب بوستان، وأصله في فقه اللغة بو + ستان، أي حوز الرائحة، من ستانيدن ستان، قال الأعشى:
يهب الجلة الجراجر كالبستان تحنو لدردق أطفال وممکن ان یکون اصله بغستان ای باغ به معنی حدیقه وستان به معنی مکان وکثرت وتعدد یعنی حدایق کثیره
البطن معرب بت، وهو معروف، سواء فيه عند العرب صغار الإوز وكباره، كما قال ابن جني.
بغداد، معرب باغ + داد، أو بغ + دان، واختلفوا فقالوا إن بغ صنم وداد عطية من دادا ـ ده، أو أن باغ الحديقة، وفيه لغات، منها بغدان، فتكون دان هذه تدل على المكان، كما هي في شمع دان، وميدان، قال الشاعر أنشده الكسائي: 
وإنما تعرضنا لهذا العلم وتركنا غيره لما فيه من الاشتقاق.
البلاس، معرب بلاس، بالباء الفارسية، وهو السمح الذي يجعل فيه الطعام عند أهل مكة، والكساء من شعر، قال الراجز لامرأته في المعنى الأول: 
البلور، معرب بلور بضمتين وتخفيف.البم، وهو أحد أوتار العود أو الوتر الغليظ منها.
البنجكية، نسبة إلى پنج بمعنى خمسة، وهو أن يكون خمسة رماه في موضع يرمون بخمس نشابات.
البند، وهو العلم الكبير من بندن، المستعملة قديما في الفارسية، وحلت محلها بس ـ بند، يربط للقائد ويكون مع كل بند عشرة آلاف رجل، قال الشاعر: 

البندق، معرب فنده.البنفسج، معرب بنفشة، قال مالك بن الريب التميمي: 
البنيقة، معرب بنيكه، وهي ما يزاد في نحر القميص لتوسيعه.
البهرج، معرب نبهره، وهو الباطل والذي لا نفع فيه، كما يدل عليه الأصل الفارسي، قال العجاج:
وكان ما اهتص الجحاف بهرجا-البهرمان، وهو لون أحمر، ونحوه البهرم، ويطلق على العصفر، وهو في الحمرة دون الأرجوان، والزعفران، معرب، بهرام.
البيدق، معرب پياده، بالباء الفارسية، بمعنى راجل، قال الفرزدق: 
يريد أنه يأخذ سلاح الملوك وهو راجل يعدو بين يديه.
البيراز، معرب بازيار، الذي يحمل الباز، والأكار، مثل البازدار، قال الكميت: 
البيمرستان، مركب من بيمار، مريض، وأصل اشتقاقه بي، بدون + مار، عقل، فهو أحمق، وأطلق على المريض مطلقا، وستان للمكان وأصله الحوز، من ستانيدن ـ ستان، وقد اختصرت فصارت مارستان، كما فعل في بهرج، معرب نبهره.
التابل، معرب تبل، وهو من أبازير الطعام.
الطابق، معرب تابه، مقلاة.
التبان، معرب تنبان، وهو السروال القصير.
التجاورة، معرب تاجور أو تاج بر، قال عدي بن زيد: 
التاختج والتخت، معرب تخت وتخته، وهو في الأصل اللوح ثم صار يستعمل للعرش والسرير.
التخريص وهو بنيقة الثوب أو الدرع، معرب تبريز، كما في القاموس ويقال بالدال، قال الشاعر: 
التباشير، معرب تباشير، أي مثل اللبن، والمراد بها بياض الصبح، كما في العربية تباشير الصبح.
التخم، واحد تخوم الأرض بمعنى حدودها، قال قيس بن صرمة بن أبي أنس الأنصاري: 
التدرج، وهو الدارج، معرب تدور.
الترهات، فوجدك راه، بمعنى طريق صغيرة والمراد بها الاباقيل.
التنور، معرب نوور، وبين هذا في معجم «اختري كبير» التركي، بان عين الكلمة، وهي الواو في الفارسية أبدلت تاء وتقدمت فاءها، عند تعريبها، (فهي عفور في الوزن).
الثوث، معرب تود، وهو الفرصاد.
التوتياء، حجر يكتحل به، معرب توتيا.
التير، وهو الجذع الذي يوضع في وسط البيت ويلقى عليه أطراف الخشب، معرب، تير.
جادة الطريق: معرب جاده، وهي العظيمة المفتوحة من الطرق.
الجاموس، معرب گاوميش، (گاو: بقرة، وميش: نعجة).
الجام، معرب جام.
الجربان، معرب گريبان، وهو جيب الدرع، قال جرير:
إذا قيل هذا البين راجعت عبرة- لها بجربـان البنيقـة واكف
الجرداب، معرب گرداب، بمعنى دوامة الماء، گرد + أب.
الجردبان، معرب گرده بان، أي حافظ الرغيف، لأنه الذي يضع شماله على شيء يكون على الخوان، كيلا يتناوله غيره، أنشد الفراء: 
الجرذق، معرب گرده بالكاف الفارسية، للخبز الغليظ.
الجرم، معرب گرم، بالكاف الفارسية، وهو الحر، ضد البرد.
الجرموق، وهو الخف الصغير يلبس فوق الخف، معرب سرموزه.
الجل، معرب گل، بالكاف الفارسية، وهو الورد، في حديث عائشة: «كان إذا اغتسل من الجنابة دعا بشيء كالجلاب».